# Thomas Harley
Thomas Harley, född 19 augusti 2001, är en kanadensisk-amerikansk professionell ishockeyback som spelar för Dallas Stars i National Hockey League (NHL). Han har tidigare spelat för Mississauga Steelheads i Ontario Hockey League (OHL).
Harley draftades av Dallas Stars i första rundan i 2019 års draft som 18:e spelare totalt.

## Statistik
| 2016–2017  | Vaughan Kings          | GTHL       | 33  | 5  | 19  | 24  | 12 | —  | — | — | — | — |
| 2017–2018  | Mississauga Steelheads | OHL        | 62  | 1  | 14  | 15  | 14 | 6  | 0 | 2 | 2 | 0 |
| 2018–2019  | Mississauga Steelheads | OHL        | 68  | 11 | 47  | 58  | 24 | 4  | 0 | 4 | 4 | 4 |
| 2019–2020  | Dallas Stars           | NHL        | —   | —  | —   | —   | —  | 1  | 0 | 0 | 0 | 0 |
|            | Mississauga Steelheads | OHL        | 58  | 18 | 39  | 57  | 33 | —  | — | — | — | — |
| NHL totalt | NHL totalt             | NHL totalt | —   | —  | —   | —   | —  | 1  | 0 | 0 | 0 | 0 |
| OHL totalt | OHL totalt             | OHL totalt | 189 | 30 | 100 | 130 | 71 | 10 | 0 | 6 | 6 | 4 |

### Internationellt
| Källa: Uppdaterad: 2020-08-06 | Källa: Uppdaterad: 2020-08-06 | Källa: Uppdaterad: 2020-08-06 |         | Utv = Utvisningsminuter | Utv = Utvisningsminuter | Utv = Utvisningsminuter | Utv = Utvisningsminuter | Utv = Utvisningsminuter |
| År                            | Lag                           | Mästerskap                    | Matcher | Mål                     | Assists                 | Poäng                   | Utv                     |                         |
| ----------------------------- | ----------------------------- | ----------------------------- | ------- | ----------------------- | ----------------------- | ----------------------- | ----------------------- | ----------------------- |
| 2019                          | Kanada                        | U18                           | 7       | 1                       | 3                       | 4                       | 8                       |                         |
| Junior totalt                 | Junior totalt                 | Junior totalt                 | 7       | 1                       | 3                       | 4                       | 8                       |                         |